# Kościół Świętej Trójcy w Skoczowie
Kościół Ewangelicki Świętej Trójcy – kościół parafialny parafii Ewangelicko-Augsburskiej w Skoczowie.

## Historia
Dzięki staraniom miejscowych ewangelików powstał w 1850 r. Komitet budowy kościoła w Skoczowie. Ustalono, że kościół będzie stał na wzgórzu wilamowickim. Teren pod budowę świątyni został ofiarowany przez miejscowego rolnika Jana Górnioka. Projekt został opracowany przez wiedeńskiego architekta Horky'ego. Budowa kościoła została wsparta przez wielu ofiarodawców, między innymi: barona Zobla z Grodźca Śląskiego, Jana Stonawskiego, wielkiego właściciela dóbr w Pogórzu i wielu innych zasobnych obywateli. Nawet król pruski Wilhelm I Hohenzollern ofiarował sporą ilość talarów. Na zatwierdzenie projektu świątyni trzeba było czekać dwa lata. W 1863 r. rozpoczęły się roboty budowlane. Kierownikiem budowy został ustanowiony Rest z Białej. Zaangażowanie było bardzo duże, toteż szybko i sprawnie przebiegały prace przy wznoszeniu budowli. W ciągu dwóch lat świątynia została wybudowana. W dniu 1 listopada 1865 r., kościół został poświęcony przez superintendenta śląskomorawskiego, księdza Karla Samuela Schneidera..